# Siti cimiteriali e memoriali della Prima guerra mondiale (Fronte occidentale)
I siti cimiteriali e memoriali della Prima guerra mondiale (Fronte occidentale) costituiscono un patrimonio dell'umanità seriale transnazionale che comprende cimiteri di guerra e monumenti commemorativi situati lungo il fronte occidentale della Prima guerra mondiale, nei territori di Francia e Belgio, iscritti nella Lista del Patrimonio Mondiale dell'UNESCO il 20 settembre 2023.

## Storia
Lo sviluppo del dossier di candidatura per i siti cimiteriali e memoriali della Prima guerra mondiale in Belgio e Francia è stato complesso ed è stato condotto tra il 2011 e il 2017. Questa condidatura ha suscitato dibattiti e la richiesta d'iscrizione è stata rinviata dall’UNESCO nel 2018. Il rifiuto del Comitato del patrimonio mondiale ha messo in luce il problema per l'ente di promuovere il patrimonio legato a memorie potenzialmente divisive, come quelle relative a conflitti recenti.
Dopo un riesame del dossier presentato dal Belgio con il sostegno della Francia, il 20 settembre 2023 la quarantacinquesima sessione del Comitato del patrimonio mondiale ha deciso di iscrivere 139 siti cimiteriali e memoriali francesi, tedeschi, belgi, americani, del Commonwealth e di altri paesi belligeranti della Prima Guerra Mondiale, distribuiti in Francia (96 siti nell'Hauts-de-France, nell'Île-de-France e nel Grand Est) e in Belgio (43 siti nelle Fiandre e in Vallonia) nella lista del Patrimonio Mondiale dell'UNESCO.

## Elenco dei siti
Elenco dei siti iscritti divisi per provincia o dipartimento.

### Belgio
Provincia di Liegi 
| Id.  | Sito                           | Comune | Nazionalità                                  | Inumazioni | Data | Area protetta (ha) | Zona di rispetto (ha) | Coordinate           | Immagine |
| ---- | ------------------------------ | ------ | -------------------------------------------- | ---------- | ---- | ------------------ | --------------------- | -------------------- | -------- |
| WA01 | Fort de Loncin                 | Ans    | Belgio                                       | 550        | 1914 |                    |                       | 50°40′29″N 5°29′31″E |          |
| WA02 | Carrés militaires de Robermont | Liegi  | Belgio, Francia, Italia, Regno Unito, Russia | 1000       | 1914 |                    |                       | 50°27′55″N 5°36′46″E |          |

 Provincia del Lussemburgo 
| Id.  | Sito                                             | Comune   | Nazionalità       | Inumazioni | Data | Area protetta (ha) | Zona di rispetto (ha) | Coordinate           | Immagine |
| ---- | ------------------------------------------------ | -------- | ----------------- | ---------- | ---- | ------------------ | --------------------- | -------------------- | -------- |
| WA03 | Cimitero militare francese del Plateau           | Tintigny | Francia           |            |      |                    |                       | 49°44′14″N 5°28′51″E |          |
| WA04 | Cimitero militare francese di l'Orée de la Forêt | Tintigny | Francia           |            | 1917 |                    | 49°43′47″N 5°28′57″E  |                      |          |
| WA05 | Cimitero militare franco-tedesco del Radan       | Tintigny | Francia, Germania | 1 023      | 1917 |                    |                       | 49°39′54″N 5°30′48″E |          |

 Provincia di Namur 
| Id.  | Sito                           | Comune      | Nazionalità | Inumazioni | Data | Area protetta (ha) | Zona di rispetto (ha) | Coordinate           | Immagine |
| ---- | ------------------------------ | ----------- | ----------- | ---------- | ---- | ------------------ | --------------------- | -------------------- | -------- |
| WA06 | Recinto dei fucilati a Tamines | Sambreville | Belgio      | 383        | 1914 |                    |                       | 50°25′53″N 4°31′51″E |          |

 Provincia dell'Hainaut 
| Id.  | Sito                                                             | Comune           | Nazionalità                                     | Inumazioni | Data | Area protetta (ha) | Zona di rispetto (ha) | Coordinate           | Immagine |
| ---- | ---------------------------------------------------------------- | ---------------- | ----------------------------------------------- | ---------- | ---- | ------------------ | --------------------- | -------------------- | -------- |
| WA07 | Cimitero militare francese di la Belle Motte                     | Aiseau-Presles   | Francia                                         | 4 057      | 1917 |                    |                       | 50°24′15″N 4°36′06″E |          |
| WA08 | Cimitero militare tedesco e del Commonwealth di Saint-Symphorien | Mons             | Germania, Regno Unito                           | 513        | 1914 |                    |                       | 50°25′58″N 4°00′33″E |          |
| WA09 | Cimitero Hyde Park Corner                                        | Comines-Warneton | Regno Unito                                     | 87         | 1915 |                    |                       | 50°44′15″N 2°52′50″E |          |
| WA10 | Berks Cemetery Extension                                         | Comines-Warneton | Australia, Canada, Nuova Zelanda, Regno Unito   | 11 402     | 1937 |                    | 50°44′15″N 2°52′59″E  |                      |          |
| WA11 | Cimitero militare Strand                                         | Comines-Warneton | Regno Unito                                     | 1 159      | 1914 |                    | 50°43′58″N 2°52′51″E  |                      |          |
| WA12 | Cimitero militare di Prowse Point                                | Comines-Warneton | Australia, Germania, Nuova Zelanda, Regno Unito | 243        | 1914 |                    | 50°44′38″N 2°53′57″E  |                      |          |
| WA13 | Cimitero militare di Mud Corner                                  | Comines-Warneton | Australia, Nuova Zelanda                        | 85         | 1917 |                    | 50°44′32″N 2°53′53″E  |                      |          |
| WA14 | Cimitero di Toronto Avenue                                       | Comines-Warneton | Australia                                       | 78         | 1917 |                    | 50°44′26″N 2°53′58″E  |                      |          |
| WA15 | Cimitero militare della foresta di Ploegsteert                   | Comines-Warneton | Canada, Nuova Zelanda, Regno Unito              | 164        | 1914 |                    | 50°44′13″N 2°54′00″E  |                      |          |
| WA16 | Cimitero militare Rifle House                                    | Comines-Warneton | Regno Unito                                     | 230        | 1914 |                    | 50°44′13″N 2°54′00″E  |                      |          |

 Provincia delle Fiandre Occidentali 
| Id.  | Sito | Comune                | Nazionalità                                                     | Inumazioni | Data | Area protetta (ha) | Zona di rispetto (ha) | Coordinate           | Immagine |
| ---- | --- | --------------------- | --------------------------------------------------------------- | ---------- | ---- | ------------------ | --------------------- | -------------------- | -------- |
| FL01 | Monumento ai dispersi del Commonwealth "Memoriale di Nieuport"                                                      | Nieuwpoort            | Regno Unito                                                     | -          | 1928 |                    |                       | 51°08′13″N 2°45′20″E |          |
| FL02 | Cimitero militare tedesco di Vladslo                                                                                | Diksmuide             | Germania                                                        | 25 644     |      |                    |                       | 50°04′14″N 2°55′45″E |          |
| FL03 | Cripta della Torre d'Yser                                                                                           | Diksmuide             | Belgio                                                          | -          | 1930 |                    |                       | 51°01′56″N 2°51′13″E |          |
| FL04 | Cimitero militare belga di Oeren                                                                                    | Alveringem            | Belgio                                                          | 509        | 1920 |                    |                       | 51°01′27″N 2°42′16″E |          |
| FL05 | Cimitero militare belga di Houthulst                                                                                | Houthulst             | Belgio, Italia                                                  | 1 907      | 1924 |                    |                       | 50°58′00″N 2°56′54″E |          |
| FL06 | Cimitero militare tedesco di Langemark                                                                              | Langemark-Poelkapelle | Germania                                                        | 44 304     | 1915 |                    |                       | 50°55′13″N 2°55′00″E |          |
| FL07 | Monumento nazionale canadese "The Brooding Soldier"                                                                 | Langemark-Poelkapelle | Canada                                                          | -          | 1923 |                    |                       | 50°53′59″N 2°56′26″E |          |
| FL08 | Cimitero militare del Commonwealth "Tyne Cot Cemetery" e memoriale ai dispersi del Commonwealth "Tyne Cot Memorial" | Zonnebeke             | Australia, Canada, Nuova Zelanda, Regno Unito, Sudafrica        | 11 965     | 1917 |                    |                       | 50°53′14″N 2°59′57″E |          |
| FL09 | Cimitero militare del Commonwealth "Polygon Wood Cemetery"                                                          | Zonnebeke             | Nuova Zelanda, Regno Unito                                      | 108        | 1917 |                    |                       | 50°51′27″N 2°59′26″E |          |
| FL10 | Cimitero militare del Commonwealth "Buttes New British Cemetery"                                                    | Zonnebeke             | Australia, Nuova Zelanda, Regno Unito                           | 2 108      |      |                    | 50°51′21″N 2°59′30″E  |                      |          |
| FL11 | Cimitero militare del Commonwealth "Essex Farm Cemetery"                                                            | Ypres                 | Regno Unito                                                     | 1 100      | 1915 |                    |                       | 50°51′27″N 2°59′26″E |          |
| FL12 | Cimitero militare del Commonwealth "Welsh Cemetery (Caesar's Nose)"                                                 | Ypres                 | Regno Unito                                                     | 68         | 1917 |                    |                       | 50°53′12″N 2°52′55″E |          |
| FL13 | Cimitero militare del Commonwealth "No Man's Cot Cemetery"                                                          | Ypres                 | Regno Unito                                                     | 79         | 1917 |                    | 50°53′02″N 2°53′36″E  |                      |          |
| FL14 | Cimitero militare del Commonwealth "Track X Cemetery"                                                               | Ypres                 | Regno Unito                                                     | 143        | 1917 |                    | 50°52′41″N 2°54′41″E  |                      |          |
| FL15 | Cimitero militare del Commonwealth "Buffs Road Cemetery"                                                            | Ypres                 | Australia, Canada, Regno Unito                                  | 289        | 1917 |                    | 50°52′36″N 2°54′59″E  |                      |          |
| FL16 | Cimitero militare francese di Saint Charles de Potyze                                                               | Ypres                 | Francia                                                         | 4 209      | 1914 |                    |                       | 50°51′47″N 2°55′35″E |          |
| FL17 | Monumento ai dispersi del Commonwealth "Porta di Menen"                                                             | Ypres                 | Australia, Canada, India, Regno Unito, Sudafrica                | -          | 1927 |                    |                       | 50°51′07″N 2°53′28″E |          |
| FL18 | Cimitero militare del Commonwealth "Bedford House Cemetery"                                                         | Ypres                 | Australia, Canada, India, Nuova Zelanda, Regno Unito, Sudafrica | 5 144      | 1914 |                    |                       | 50°49′43″N 2°53′26″E |          |
| FL19 | Cimitero militare del Commonwealth "Larch Wood Cemetery"                                                            | Ypres                 | Australia, Canada, Regno Unito                                  | 857        | 1915 |                    |                       | 50°49′40″N 2°55′25″E |          |
| FL20 | Cimitero militare del Commonwealth "Woods Cemetery"                                                                 | Ypres                 | Canada, Regno Unito                                             | 326        | 1915 |                    |                       | 50°49′21″N 2°54′56″E |          |
| FL21 | Cimitero militare del Commonwealth "1st D.C.L.I. Cemetery, The Bluff"                                               | Ypres                 | Regno Unito                                                     | 76         | 1915 |                    | 50°49′15″N 2°54′47″E  |                      |          |
| FL22 | Cimitero militare del Commonwealth "Hedge Row Trench Cemetery, The Bluff"                                           | Ypres                 | Regno Unito                                                     | 98         | 1915 |                    | 50°49′10″N 2°54′49″E  |                      |          |
| FL23 | Ossario francese del Kemmelberg                                                                                     | Heuvelland            | Francia                                                         | 5 294      | 1920 |                    |                       | 50°46′44″N 2°48′28″E |          |
| FL24 | Cimitero militare del Commonwealth "Spanbroekmolen British Cemetery"                                                | Heuvelland            | Regno Unito                                                     | 58         | 1917 |                    |                       | 50°46′42″N 2°52′01″E |          |
| FL25 | Cimitero militare del Commonwealth "Lone Tree Cemetery"                                                             | Heuvelland            | Regno Unito                                                     | 88         | 1917 |                    | 50°46′28″N 2°51′42″E  |                      |          |
| FL26 | Monumento irlandese "Island of Ireland Peace Tower"                                                                 | Mesen                 | Irlanda                                                         | -          | 1998 |                    |                       | 50°45′35″N 2°53′41″E |          |
| FL27 | Cimitero militare del Commonwealth "Lijssenthoek Military Cemetery"                                                 | Poperinge             | Australia, Canada, Nuova Zelanda, Regno Unito, Sudafrica        | 10 785     | 1914 |                    |                       | 50°49′46″N 2°42′04″E |          |

### Francia
Dipartimento del Nord 
| Id.  | Sito | Comune     | Nazionalità                           | Inumazioni | Data | Area protetta (ha) | Zona di rispetto (ha) | Coordinate           | Immagine |
| ---- | --- | ---------- | ------------------------------------- | ---------- | ---- | ------------------ | --------------------- | -------------------- | -------- |
| ND01 | Cimitero militare del Commonwealth "Fromelles (Pheasant Wood) Military Cemetery"                                        | Fromelles  | Australia                             | 250        | 2010 | 1,12               | 81,8                  | 50°36′22″N 2°51′03″E |          |
| ND02 | Cimitero militare del Commonwealth e memoriale australiano "V.C. Corner Australian Cemetery and Memorial"               | Fromelles  | Australia                             | 410        | 1921 | 0,24               | 182,22                | 50°37′10″N 2°50′01″E |          |
| ND03 | Cimitero militare e memoriale del Commonwealth "Louverval Military Cemetery" e "Cambrai Memorial"                       | Doignies   | Regno Unito                           | 124        | 1917 | 0,22               | 125,99                | 50°08′12″N 3°00′54″E |          |
| ND04 | Cimitero militare tedesco della Route de Solesmes e cimitero militare del Commonwealth "Cambrai East Military Cemetery" | Cambrai    | Canada, Germania, Regno Unito, Russia | 11 385     | 1917 | 2,78               | 147,85                | 50°10′41″N 3°15′39″E |          |
| ND05 | Necropoli nazionale francese di Assevent e cimitero militare tedesco di Assevent                                        | Assevent   | Francia, Germania, Romania, Russia    | 1 819      | 1916 | 0,69               | 94,51                 | 50°17′30″N 4°01′07″E |          |
| ND06 | Cimitero militare del Commonwealth "Le Quesnoy communal Cemetery extension"                                             | Le Quesnoy | Nuova Zelanda, Regno Unito            | 198        | 1918 | 1,85               | 79,33                 | 50°15′21″N 3°38′01″E |          |

 Dipartimento del Passo di Calais 
| Id.  | Sito | Comune               | Nazionalità                                                               | Inumazioni | Data      | Area protetta (ha) | Zona di rispetto (ha) | Coordinate           | Immagine |
| ---- | --- | -------------------- | ------------------------------------------------------------------------- | ---------- | --------- | ------------------ | --------------------- | -------------------- | -------- |
| PC01 | Memoriale indiano del Commonwealth "Neuve Chapelle Memorial"                                                                     | Richebourg           | India                                                                     | -          | 1927      | 0,31               | 175,01                | 50°34′30″N 2°46′29″E |          |
| PC02 | Cimitero militare portoghese di Richebourg-l'Avoué                                                                               | Richebourg           | Portogallo                                                                | 1 831      | 1924      | 0,43               | 175,01                | 50°34′25″N 2°46′33″E |          |
| PC03 | Memoriale nazionale canadese "Vimy Memorial"                                                                                     | Givenchy-en-Gohelle  | Canada                                                                    | -          | 1936      | 16,47              | 827,2                 | 50°22′47″N 2°46′23″E |          |
| PC04 | Cimitero militare del Commonwealth "Canadian Cemetery n°2"                                                                       | Neuville-Saint-Vaast | Australia, Canada, Regno Unito                                            | 2 966      | 1917      | 1,16               | 827,2                 | 50°22′40″N 2°45′48″E |          |
| PC05 | Cimitero militare del Commonwealth "Givenchy Road Canadian Cemetery"                                                             | Neuville-Saint-Vaast | Canada                                                                    | 111        | 1917      | 0,86               | 827,2                 | 50°22′33″N 2°45′33″E |          |
| PC06 | Cimitero militare del Commonwealth "Lichfield Crater Cemetery"                                                                   | Thélus               | Canada                                                                    | 57         | 1917      | 0,13               | 827,2                 | 50°21′34″N 2°46′36″E |          |
| PC07 | Necropoli nazionale francese di la Targette e cimitero militare del Commonwealth "La Targette British Cemetery"                  | Neuville-Saint-Vaast | Canada, Francia, Regno Unito                                              | 12 852     | 1919 1917 | 5,24               | 272,51                | 50°21′00″N 2°44′47″E |          |
| PC08 | Cimitero militare tedesco della Maison Blanche                                                                                   | Neuville-Saint-Vaast | Germania                                                                  | 44 833     | 1919      | 8,97               | 272,51                | 50°20′34″N 2°45′15″E |          |
| PC09 | Cimitero militare cecoslovacco di Neuville-Saint-Vaast                                                                           | Neuville-Saint-Vaast | Cecoslovacchia                                                            | 206        | 1925      | 0,15               | 572,68                | 50°21′57″N 2°44′39″E |          |
| PC10 | Necropoli nazionale francese di Notre-Dame-de-Lorette                                                                            | Ablain-Saint-Nazaire | Francia                                                                   | 44 833     | 1925      | 30,99              | 78,35                 | 50°24′04″N 2°43′10″E |          |
| PC11 | Cimitero militare e memoriali del Commonwealth "Faubourg d'Amiens Cemetery", "Arras Memorial" e "Arras Flying Services Memorial" | Arras                | Canada, Germania, Nuova Zelanda, Regno Unito, Sudafrica                   | 2 679      | 1916      | 1,51               | 14,62                 | 50°17′14″N 2°45′35″E |          |
| PC12 | Cimitero militare e memoriale del Commonwealth "Dud Corner Cemetery" e "Loos Memorial"                                           | Loos-en-Gohelle      | Regno Unito                                                               | 1 812      | 1930      | 0,55               | 211,69                | 50°27′38″N 2°46′17″E |          |
| PC13 | Cimitero militare del Commonwealth "Étaples Military Cemetery"                                                                   | Étaples              | Australia, Canada, Germania, India, Nuova Zelanda, Regno Unito, Sudafrica | 11 517     | 1922      | 5,79               | 146,46                | 50°32′09″N 1°37′23″E |          |
| PC14 | Cimitero militare del Commonwealth "Wimereux Communal Cemetery"                                                                  | Wimereux             | Germania, Regno Unito                                                     | 3 038      |           | 1,28               | 44,38                 | 50°46′26″N 1°36′51″E |          |

 Dipartimento della Somme 
| Id.  | Sito | Comune                        | Nazionalità                                              | Inumazioni | Data      | Area protetta (ha) | Zona di rispetto (ha) | Coordinate           | Immagine |
| ---- | --- | ----------------------------- | -------------------------------------------------------- | ---------- | --------- | ------------------ | --------------------- | -------------------- | -------- |
| SE01 | Memoriali del Commonwealth "Memoriale (di Terranova) di Beaumont-Hamel" e "Memoriale della 29ª divisione", parco della memoria del Commonwealth "Parco memoriale (di Terranova) di Beaumont-Hamel" e cimitero militare del Commonwealth "Hunter's Cemetery" | Auchonvillers, Beaumont-Hamel | Canada, Regno Unito                                      | 474        | 1925      | 30                 | 2 375                 | 50°04′30″N 2°39′00″E |          |
| SE02 | Cimitero militare del Commonwealth "Mill Road Cemetery" | Thiepval                      | Regno Unito                                              | 1 304      | 1917      | 0,35               | 2 375                 | 50°03′39″N 2°41′01″E |          |
| SE03 | Monumento ai dispersi del Commonwealth "Memoriale di Thiepval" e cimitero militare franco-britannico di Thiepval | Authuille, Thiepval           | Australia, Francia, Regno Unito                          | 600        | 1932      | 14                 | 2 375                 | 50°03′01″N 2°41′08″E |          |
| SE04 | Cimitero militare e memoriale del Commonwealth "Pozières British Cemetery" e "Pozières Memorial" | Ovillers-la-Boisselle         | Australia, Canada, Regno Unito                           | 2 756      | 1916      | 0,79               | 2 375                 | 50°02′02″N 2°42′54″E |          |
| SE05 | Memoriale nazionale sudafricano del bois Delville e cimitero militare del Commonwealth "Delville Wood Cemetery" | Longueval                     | Australia, Canada, Nuova Zelanda, Regno Unito, Sudafrica | 5 323      | 1926 1920 | 5,48               | 58,1                  | 50°01′32″N 2°48′45″E |          |
| SE06 | Necropoli nazionale francese e cappella della memoria francese di Rancourt | Bouchavesnes-Bergen, Rancourt | Francia                                                  | 8 566      | 1923      | 3,03               | 199,3                 | 49°59′53″N 2°54′42″E |          |
| SE07 | Cimitero militare del Commonwealth "Rancourt Military Cemetery" | Bouchavesnes-Bergen           | Regno Unito                                              | 96         | 1917      | 0,03               | 199,3                 | 49°59′53″N 2°54′35″E |          |
| SE08 | Cimitero militare tedesco di Rancourt | Rancourt                      | Germania                                                 | 11 422     | 1921      | 1,54               | 199,3                 | 49°59′48″N 2°54′17″E |          |
| SE09 | Memoriale nazionale australiano di Villers-Bretonneux e cimitero militare del Commonwealth "Villers-Bretonneux Military Cemetery" | Fouilloy                      | Australia, Canada, Regno Unito                           | 2 143      | 1938 1920 | 5,65               | 3 887,7               | 49°53′14″N 2°30′56″E |          |
| SE10 | Cimitero militare del Commonwealth "Noyelles-sur-Mer Chinese Cemetery" e memoriale cinese di Noyelles-sur-Mer | Noyelles-sur-Mer              | Cina                                                     | 849        | 1921      | 0,32               | 137,6                 | 50°11′09″N 1°43′21″E |          |
| SE11 | Cimitero militare del Commonwealth "Louvencourt Military Cemetery" | Louvencourt                   | Francia, Regno Unito                                     | 227        | 1914      | 0,14               | 53,31                 | 50°05′21″N 2°30′13″E |          |

 Dipartimento dell'Oise 
| Id.  | Sito                                                                   | Comune     | Nazionalità                            | Inumazioni | Data | Area protetta (ha) | Zona di rispetto (ha) | Coordinate           | Immagine |
| ---- | ---------------------------------------------------------------------- | ---------- | -------------------------------------- | ---------- | ---- | ------------------ | --------------------- | -------------------- | -------- |
| OI01 | Necropoli nazionale francese di Cuts                                   | Cuts       | Francia                                | 3 307      | 1920 | 1,03               | 1 943,03              | 49°31′43″N 3°05′32″E |          |
| OI02 | Necropoli nazionale francese e cimitero militare tedesco di Thiescourt | Thiescourt | Francia, Germania                      | 2 367      | 1920 | 0,62               | 2 044,6               | 49°34′08″N 2°53′08″E |          |
| OI03 | Necropoli nazionale francese di Compiègne (Royallieu)                  | Compiègne  | Francia, Germania, Regno Unito, Russia | 3 257      | 1921 | 1,15               | 7,79                  | 49°24′09″N 2°48′53″E |          |

 Dipartimento dell'Aisne 
| Id.  | Sito | Comune            | Nazionalità                      | Inumazioni | Data           | Area protetta (ha) | Zona di rispetto (ha) | Coordinate           | Immagine |
| ---- | --- | ----------------- | -------------------------------- | ---------- | -------------- | ------------------ | --------------------- | -------------------- | -------- |
| AI01 | Cimitero militare e memoriale americano dell'Aisne-Marne                                                               | Belleau           | Stati Uniti                      | 2 289      | 1918           | 21,5               | 311                   | 49°04′42″N 3°17′30″E |          |
| AI02 | Cimitero militare tedesco di Saint-Quentin e monumento franco-tedesco di Saint-Quentin                                 | San Quintino      | Germania                         | 8 229      | 1916           | 3,25               | 127,7                 | 49°50′53″N 3°15′40″E |          |
| AI03 | Cimitero militare tedesco di Veslud                                                                                    | Veslud            | Germania                         | 1 704      | 1917           | 1,03               | 98,1                  | 49°31′56″N 3°44′04″E |          |
| AI04 | Necropoli nazionale francese e cimitero militare tedesco di Le Sourd                                                   | Lemé              | Francia, Germania, Russia        | 2 093      | 1916           | 0,76               | 187                   | 49°51′19″N 3°44′02″E |          |
| AI05 | Necropoli nazionale francese dei prigionieri di Effry                                                                  | Effry             | Belgio, Francia, Romania, Russia | 685        | 1914           | 1,09               | 8,57                  | 49°55′27″N 3°58′53″E |          |
| AI06 | Cimitero militare danese di Braine                                                                                     | Braine            | Danimarca                        | 79         | 1924           | 0,14               | 121,5                 | 49°20′04″N 3°31′53″E |          |
| AI07 | Necropoli nazionale francese, cimitero militare tedesco di Cerny-en-Laonnois e cappella memoriale del Chemin des Dames | Cerny-en-Laonnois | Francia, Germania, Russia        | 12 750     | 1919 1928 1951 | 2,72               | 128,5                 | 49°26′31″N 3°39′56″E |          |
| AI08 | Necropoli nazionale francese di Craonnelle                                                                             | Craonnelle        | Francia, Regno Unito             | 3 934      | 1920           | 1,09               | 487                   | 49°25′55″N 3°46′23″E |          |
| AI09 | Memoriale francese "Les Fantômes"                                                                                      | Oulchy-le-Château | Francia                          | -          | 1935           | 2,58               | 255,8                 | 49°12′51″N 3°24′32″E |          |

 Dipartimento di Senna e Marna 
| Id.  | Sito                                                       | Comune                 | Nazionalità | Inumazioni | Data      | Area protetta (ha) | Zona di rispetto (ha) | Coordinate           | Immagine |
| ---- | ---------------------------------------------------------- | ---------------------- | ----------- | ---------- | --------- | ------------------ | --------------------- | -------------------- | -------- |
| SM01 | Necropoli nazionale francese "La Grande Tombe de Villeroy" | Chauconin-Neufmontiers | Francia     | 133        | 1914-1932 | 0,04               | 1 287,1               | 48°58′48″N 2°48′03″E |          |

 Dipartimento della Marna 
| Id.  | Sito                                                                                                  | Comune                                     | Nazionalità                | Inumazioni      | Data      | Area protetta (ha) | Zona di rispetto (ha) | Coordinate           | Immagine |
| ---- | --- | ------------------------------------------ | -------------------------- | --------------- | --------- | ------------------ | --------------------- | -------------------- | -------- |
| MA01 | Memoriale delle battaglie della Marna                                                                 | Dormans                                    | Francia                    | 1 360           | 1921-1931 | 9,85               | 28                    | 49°04′17″N 3°38′49″E |          |
| MA02 | Cimitero militare italiano di Bligny                                                                  | Chambrecy                                  | Italia                     | 3 453           | 1918      | 3,21               | 464,49                | 49°11′22″N 3°50′26″E |          |
| MA03 | Cimitero militare e cappella russa di Saint-Hilaire-le-Grand                                          | Saint-Hilaire-le-Grand                     | Russia                     | 916             | 1916      | 0,61               | 4,1                   | 49°09′32″N 4°23′57″E |          |
| MA04 | Necropoli nazionale francese, cimitero militare tedesco e cimitero militare polacco del Bois du Puits | Aubérive                                   | Francia, Germania, Polonia | 6 815 5 359 385 | 1920      | 3,86               | 99,8                  | 49°11′36″N 4°22′04″E |          |
| MA05 | Cimitero comunale francese e cappella di Mondement-Montgivroux                                        | Mondement-Montgivroux                      | Francia                    | -               |           | 0,08               | 7,31                  | 48°47′12″N 3°46′31″E |          |
| MA06 | Necropoli nazionale francese e cimitero militare tedesco di La Crouée                                 | Souain-Perthes-lès-Hurlus                  | Francia, Germania          | 30 734 13 783   | 1919      | 7,16               | 1 078                 | 49°11′18″N 4°32′17″E |          |
| MA07 | Necropoli nazionale francese di l’Opéra                                                               | Souain-Perthes-lès-Hurlus                  | Francia                    | 144             |           | 0,24               | 1 078                 | 49°11′30″N 4°33′20″E |          |
| MA08 | Necropoli nazionale francese La ferme des Wacques                                                     | Souain-Perthes-lès-Hurlus                  | Francia                    | 147             | 1919      | 0,44               | 1 078                 | 49°10′57″N 4°30′37″E |          |
| MA09 | Necropoli nazionale francese del monumento-ossario della Legione straniera (Henri Fansworth)          | Souain-Perthes-lès-Hurlus                  | Francia                    | 128             |           | 0,46               | 1 078                 | 49°11′48″N 4°33′58″E |          |
| MA10 | Ossario francese di Navarin: Monument aux morts des Armées de Champagne                               | Souain-Perthes-lès-Hurlus                  | Francia                    | >10 000         | 1924      | 1,9                | 1 078                 | 49°13′04″N 4°32′30″E |          |
| MA11 | Necropoli nazionale francese di Saint-Thomas-en-Argonne e monumento-ossario della Gruerie             | Saint-Thomas-en-Argonne, Vienne-le-Château | Francia                    | 8 173 >10 000   | 1923-1924 | 2,4                | 52,86                 | 49°12′02″N 4°53′19″E |          |
| MA12 | Necropoli nazionale francese di La Harazée                                                            | Vienne-le-Château                          | Francia                    | 1 672           | 1915      | 0,65               | 58,54                 | 49°11′45″N 4°54′58″E |          |

 Dipartimento delle Ardenne 
| Id.  | Sito                                                                    | Comune       | Nazionalità                       | Inumazioni  | Data | Area protetta (ha) | Zona di rispetto (ha) | Coordinate           | Immagine |
| ---- | ----------------------------------------------------------------------- | ------------ | --------------------------------- | ----------- | ---- | ------------------ | --------------------- | -------------------- | -------- |
| AR01 | Cimitero militare tedesco e necropoli nazionale francese di Chestres    | Vouziers     | Cecoslovacchia, Francia, Germania | 1 843 3 065 |      | 1,49               | 49,42                 | 48°23′49″N 4°43′39″E |          |
| AR02 | Monumento tedesco del cimitero Saint-Charles                            | Sedan        | Germania                          |             |      | 4,3                | 10,6                  | 49°42′43″N 4°56′36″E |          |
| AR03 | Campo militare francese dei morti dell'11 novembre 1918 di Vrigne-Meuse | Vrigne-Meuse | Francia                           |             | 1923 | 0,11               | 1,7                   | 49°42′06″N 4°50′35″E |          |
| AR04 | Cimitero militare tedesco di Apremont                                   | Apremont     | Germania                          |             |      | 0,53               | 54,62                 | 49°15′22″N 4°58′05″E |          |

 Dipartimento della Mosa 
| Id.  | Sito                                                                                                   | Comune                  | Nazionalità                | Inumazioni     | Data      | Area protetta (ha) | Zona di rispetto (ha) | Coordinate           | Immagine |
| ---- | --- | ----------------------- | -------------------------- | -------------- | --------- | ------------------ | --------------------- | -------------------- | -------- |
| ME01 | Monumento-ossario francese della Haute-Chevauchée                                                      | Lachalade               | Francia, Italia            | circa 10 000   | 1922      | 0,56               | 859,3                 | 49°11′21″N 4°59′38″E |          |
| ME02 | Necropoli nazionale francese di La Forestière                                                          | Lachalade               | Francia                    | 2 005          | 1922      | 1,02               | 859,3                 | 49°10′03″N 5°00′01″E |          |
| ME03 | Cimitero militare e memoriale americano "Meuse-Argonne American Cemetery and Memorial"                 | Romagne-sous-Montfaucon | Stati Uniti                | 14 246         | 1918-1937 | 37,42              | 83,37                 | 49°20′02″N 5°05′36″E |          |
| ME04 | Necropoli nazionale francese della Maize                                                               | Vauquois                | Francia                    | 4 368          | 1923      | 1,52               | 473,9                 | 49°11′44″N 5°04′31″E |          |
| ME05 | Ossario francese, necropoli nazionale francese, monumento israelita e monumento musulmano di Douaumont | Fleury-devant-Douaumont | Francia, Germania          | 130 000 16 142 | 1920-1923 | 16,67              | 1 467                 | 49°12′26″N 5°25′28″E |          |
| ME06 | Forte di Douaumont                                                                                     | Douaumont               | Germania                   | 679            |           | 9,49               | 1 467                 | 49°13′01″N 5°26′19″E |          |
| ME07 | Stele francese dei fucilati di Fleury-devant-Douaumont                                                 | Fleury-devant-Douaumont | Francia                    |                |           | 291,49             | 1 467                 | 49°11′56″N 5°25′35″E |          |
| ME08 | Tranchée des baïonnettes                                                                               | Douaumont               | Francia                    | -              | 1920      | 0,69               | 1 467                 | 49°12′50″N 5°25′32″E |          |
| ME09 | Necropoli nazionale francese del Faubourg-Pavé                                                         | Verdun                  | Francia                    | 4 246          | 1916      | 1,95               | 5,3                   | 49°09′58″N 5°24′14″E |          |
| ME10 | Cimitero militare tedesco di Consenvoye                                                                | Consenvoye              | Austria-Ungheria, Germania | 11 146         | 1920      | 1,77               | 1 467                 | 49°16′48″N 5°17′49″E |          |
| ME11 | Necropoli nazionale francese del Trottoir                                                              | Les Éparges             | Francia                    | 2 960          | 1915      | 0,84               | 139,2                 | 49°03′59″N 5°36′21″E |          |
| ME12 | Cimitero militare tedesco di Gobessart                                                                 | Saint-Mihiel            | Germania                   | 6 046          | 1914      | 0,9                | 13,37                 | 48°52′40″N 5°36′29″E |          |

 Dipartimento della Meurthe e Mosella 
| Id.  | Sito                                                    | Comune                 | Nazionalità | Inumazioni | Data | Area protetta (ha) | Zona di rispetto (ha) | Coordinate           | Immagine |
| ---- | ------------------------------------------------------- | ---------------------- | ----------- | ---------- | ---- | ------------------ | --------------------- | -------------------- | -------- |
| MM01 | Cimitero militare e memoriale americano di Saint-Mihiel | Thiaucourt-Regniéville | Stati Uniti | 4 153      | 1934 | 5,46               | 160                   | 48°57′20″N 5°51′07″E |          |
| MM02 | Campo francese delle vittime civili di Gerbéviller      | Gerbéviller            | Francia     |            | 1921 | 0,02               | 23,94                 | 48°30′15″N 6°30′27″E |          |
| MM03 | Necropoli nazionale francese di Pierrepont              | Pierrepont             | Francia     | 3 758      | 1920 | 0,73               | 32                    | 49°24′53″N 5°42′15″E |          |
| MM04 | Cimitero militare tedesco di Pierrepont                 | Pierrepont             | Germania    | 3 017      | 1920 | 0,46               | 35,2                  | 49°25′23″N 5°42′18″E |          |

 Dipartimento della Mosella 
| Id.  | Sito                                                                | Comune     | Nazionalità                                            | Inumazioni | Data | Area protetta (ha) | Zona di rispetto (ha) | Coordinate           | Immagine |
| ---- | ------------------------------------------------------------------- | ---------- | ------------------------------------------------------ | ---------- | ---- | ------------------ | --------------------- | -------------------- | -------- |
| MS01 | Necropoli nazionale francese di Riche                               | Riche      | Francia                                                | 2 585      | 1920 | 1,34               | 590                   | 48°54′21″N 6°37′48″E |          |
| MS02 | Cimitero militare tedesco dell'Hellenwald                           | Morhange   | Germania                                               | 4 754      | 1920 | 0,99               | 160                   | 48°56′43″N 6°39′53″E |          |
| MS03 | Necropoli nazionale francese dell'Esperance                         | Cutting    | Francia                                                | 813        | 1914 | 0,25               | 120                   | 48°50′26″N 6°50′07″E |          |
| MS04 | Cimitero nazionale francese dei prigionieri di guerra di Sarrebourg | Sarrebourg | Francia                                                | 13 320     | 1922 | 5,72               | 1 933,1               | 48°44′33″N 7°02′05″E |          |
| MS05 | Necropoli nazionale francese di Chambière                           | Metz       | Belgio, Francia, Germania, Italia, Regno Unito, Russia | 13 015     | 1870 | 3,53               | 164,7                 | 49°08′03″N 6°11′40″E |          |
| MS06 | Necropoli nazionale francese di Lagarde                             | Lagarde    | Francia                                                | 552        | 1920 | 0,18               | 46                    | 48°41′31″N 6°41′59″E |          |
| MS07 | Cimitero militare tedesco di Lagarde                                | Lagarde    | Germania                                               | 379        | 1914 | 0,10               | 46                    | 48°41′31″N 6°42′39″E |          |

 Dipartimento dei Vosgi 
| Id.  | Sito                                          | Comune                   | Nazionalità | Inumazioni | Data      | Area protetta (ha) | Zona di rispetto (ha) | Coordinate           | Immagine |
| ---- | --------------------------------------------- | ------------------------ | ----------- | ---------- | --------- | ------------------ | --------------------- | -------------------- | -------- |
| VS01 | Necropoli nazionale francese di La Fontenelle | Ban-de-Sapt              | Francia     | 1 384      | 1921-1923 | 0,79               | 11,7                  | 48°20′51″N 6°59′59″E |          |
| VS02 | Necropoli nazionale francese della Chipotte   | Saint-Benoît-la-Chipotte | Francia     | 1 899      | 1919      | 0,7                | 17,26                 | 48°22′11″N 6°46′27″E |          |
| VS03 | Necropoli nazionale francese dei Tiges        | Saint-Dié-des-Vosges     | Francia     | 2 608      | 1920      | 0,8                | 4,27                  | 48°17′13″N 6°55′27″E |          |

 Dipartimento dell'Alto Reno 
| Id.  | Sito | Comune                       | Nazionalità | Inumazioni | Data | Area protetta (ha) | Zona di rispetto (ha) | Coordinate           | Immagine |
| ---- | --- | ---------------------------- | ----------- | ---------- | ---- | ------------------ | --------------------- | -------------------- | -------- |
| HR01 | Necropoli nazionale francese del Wettstein                                                                 | Orbey                        | Francia     | 3 535      | 1915 | 1,5                | 320                   | 48°05′18″N 7°07′04″E |          |
| HR02 | Cimitero militare tedesco di Hohrod-Bärenstall                                                             | Hohrod, Orbey                | Germania    | 2 460      | 1916 | 0,75               | 320                   | 48°04′44″N 7°08′40″E |          |
| HR03 | Cimitero militare tedesco di Kahm                                                                          | Lapoutroie                   | Germania    |            | 1916 | 1,7                | 520                   | 48°09′36″N 7°07′35″E |          |
| HR04 | Necropoli nazionale francese del Carrefour Duchesne                                                        | Orbey                        | Francia     | 408        |      | 1,5                | 520                   | 48°08′54″N 7°06′28″E |          |
| HR05 | Necropoli nazionale francese del Silberloch, Monumento nazionale francese e cripta del Hartmannsvillerkopf | Soultz-Haut-Rhin, Wattwiller | Francia     | 1 640      | 1922 | 166,69             | 904                   | 47°51′32″N 7°09′04″E |          |
| HR06 | Cimitero militare tedesco degli Uhlans                                                                     | Hartmannswiller              | Germania    | 36         | 1915 | 0,04               | 904                   | 47°51′10″N 7°10′23″E |          |
| HR07 | Cimitero militare romeno di Soultzmatt                                                                     | Soultzmatt                   | Romania     | 2 344      | 1920 | 0,91               | 224                   | 47°57′22″N 7°12′56″E |          |
| HR08 | Cimitero militare francese Germania                                                                        | Stosswihr                    | Francia     |            |      | 1,32               | 71                    | 48°02′22″N 7°03′31″E |          |
| HR09 | Necropoli nazionale francese di Moosch                                                                     | Moosch                       | Francia     | 594        | 1921 | 0,31               | 195                   | 47°51′34″N 7°03′16″E |          |

 Dipartimento del Basso Reno 
| Id.  | Sito                                                                             | Comune  | Nazionalità       | Inumazioni | Data | Area protetta (ha) | Zona di rispetto (ha) | Coordinate           | Immagine |
| ---- | -------------------------------------------------------------------------------- | ------- | ----------------- | ---------- | ---- | ------------------ | --------------------- | -------------------- | -------- |
| BR01 | Insieme di stele e vecchie tombe individuali tedesche e francesi del Petit Donon | Wisches | Francia, Germania |            |      | 62,08              | 863                   | 48°31′00″N 7°10′38″E |          |